# 런던 프라이드 (영화)
《런던 프라이드》(영어: Pride)는 2014년 영국 영화이다. 1980년대 마가렛 대처 집권기 영국 런던의 퀴어 퍼레이드와 웨일스의 탄광을 배경으로 한다. 광부들을 지지하는 레즈비언과 게이들 (Lesbians and Gays support the Miners)이라는 단체의 탄광 파업 지지 활동을 영화로 각색한 것이며, 퀴어 영화의 분류에도 포함된다.

## 출연

### 주연
- 빌 나이
- 이멜다 스턴톤
- 벤 슈네처
- 도미닉 웨스트
- 앤드류 스캇
- 패디 콘시딘
- 조지 맥케이
- 조셉 길건
- 프레디 폭스

### 조연
- 제시카 거닝
- 캐리너 페르난데즈
- 제시 케이브
- 페이 마르세이
- 모니카 돌란

## 기타
- 세트: 리즈 그리피스
- 의상: 샤롯 월터